# Conus tranthami
Espèce
Conus tranthami est une espèce de mollusques gastéropodes marins de la famille des Conidae.
Comme toutes les espèces du genre Conus, ces escargots sont prédateurs et venimeux. Ils sont capables de « piquer » les humains et doivent donc être manipulés avec précaution, voire pas du tout.

## Taxonomie

### Publication originale
L'espèce Conus tranthami a été décrite pour la première fois en 1995 par le malacologiste américain Edward James Petuch (d) dans « La Conchiglia »,.

### Synonymes
- Conus (Leptoconus) floridanus tranthami Petuch, 1995 · non accepté (protonyme)
- Conus floridanus tranthami Petuch, 1995 · non accepté
- Gradiconus tranthami (Petuch, 1995) · non accepté